# José Morgade
José Manuel Rodríguez Morgade (ur. 22 czerwca 1984 w Wädenswil) – hiszpański piłkarz występujący na pozycji obrońcy w Elche CF.

## Statystyki klubowe
| Sezon   | Klub             | Kraj      | Liga               | Mecze | Bramki |
| ------- | ---------------- | --------- | ------------------ | ----- | ------ |
| 2003/04 | Ourense          | Hiszpania | Segunda División B | 15    | 0      |
| 2004/05 | Ourense          | Hiszpania | Segunda División B | 5     | 0      |
| 2005/06 | Ourense          | Hiszpania | Segunda División B | 6     | 1      |
| 2006/07 | Ourense          | Hiszpania | Segunda División B | 33    | 5      |
| 2007/08 | CD Lugo          | Hiszpania | Segunda División B | 35    | 2      |
| 2008/09 | CD Lugo          | Hiszpania | Segunda División B | 35    | 0      |
| 2009/10 | CD Lugo          | Hiszpania | Segunda División B | 20    | 0      |
| 2010/11 | CD Lugo          | Hiszpania | Segunda División B | 43    | 5      |
| 2011/12 | CD Lugo          | Hiszpania | Segunda División B | 43    | 5      |
| 2012/13 | CD Lugo          | Hiszpania | Segunda División   | 42    | 3      |
| 2013/14 | CD Lugo          | Hiszpania | Segunda División   | 41    | 2      |
| 2014/15 | CD Lugo          | Hiszpania | Segunda División   | 36    | 2      |
| 2015/16 | CD Lugo          | Hiszpania | Segunda División   | 38    | 0      |
| 2016/17 | CD Lugo          | Hiszpania | Segunda División   | 23    | 0      |
| 2017/18 | Cultural Leonesa | Hiszpania | Segunda División   | 2     | 0      |
| 2017/18 | Elche CF         | Hiszpania | Segunda División B | 18    | 0      |
| 2018/19 | Elche CF         | Hiszpania | Segunda División   | 10    | 0      |

Stan na: 5 czerwca 2019 r.